# دوفال لوف
دوفال لوف (بالإنجليزية: Duval Love) هو لاعب كرة قدم أمريكية أمريكي، ولد في 24 يونيو 1963 في لوس أنجلوس في الولايات المتحدة.

## وصلات خارجية
- دوفال لوف على موقع مرجع كرة القدم المحترفة.كوم (الإنجليزية)